# Hoplocercidae
Hoplocercidae är en familj i infraordningen Iguania som förekommer i Amerika från Panama till Peru.

## Kännetecken
Dessa ödlor når en kroppslängd upp till 16 centimeter (utan svans) och har på svanens tydliga taggar. Hoplocercidae skiljer sig främst genom olikartad konstruktion av skallen från andra ödlor i Iguania. Dessutom är tänderna hos de vuxna djuren inte sammanvuxna med käkbenet. På gombenet (Os palatinum) finns inga tänder alls men de har tänder på ett ben (Os pterygoideum) som ligger mellan gombenet och kilbenet (Os sphenoidale). Med undantag av släktet Hoplocercus kan de bryta av svansen när de känner sig hotade.

## Levnadssätt och habitat
Släktena Enyalioides och Morunasaurus lever i tropisk regnskog. Enyalioides finns i västra delen av Amazonområdet och Morunasaurus vid Stilla havets kustlinje från Panama till Ecuador. Hoplocercus spinosus är aktiv på natten och förekommer i skogar och savanner av det torra området Cerradon i centrala Brasilien. De utforskade arterna av släktet Enyalioides sover under natten på träd. Allmänt vistas Hoplocercidae främst på marken och vissa gräver i jorden. Dessa ödlor äter termiter och vandringsgräshoppor, Hoplocercus spinosus även skalbaggar.

## Systematik
Djurgruppen listades tidigare som underfamilj till leguaner (Iguanidae) men 1989 fick den status som självständig familj. Familjen utgörs av tre släkten med tillsammans 10 arter:
- Släkte Enyalioides
  - Enyalioides cofanorum
  - Enyalioides heterolepis
  - Enyalioides laticeps
  - Enyalioides microlepis
  - Enyalioides oshaughnessyi
  - Enyalioides palpebralis
  - Enyalioides praestabilis
- Släkte Hoplocercus
  - Hoplocercus spinosus
- Släkte Morunasaurus
  - Morunasaurus annularis
  - Morunasaurus groi